# Герцог Олбані

Герб Леопольда, герцога Олбані, і його сина Карла Едуарда: герб Великої Британії з 1837 р., в щиті герб Саксонії, ламбель (титло), обрамлене двома серцями і хрестом

Герцог Олбані (англ. Duke of Albany) — титул, який присвоювався молодшим синам шотландських, а після 1603 року, британських королів. Albany — назва історичної області Шотландії, по-гельськи — Alba — Шотландія в цілому. 
В XVII—XVIII столітті титул герцога Олбані декілька раз присвоювався разом з титулом «Герцог Йоркський» принцам із домів Стюартів і Ганноверів. 
Титул «герцогиня Олбані» присвоїв якобитський претендент на трон Карл Едуард Стюарт, своїй позашлюбній дочці Шарлоті Стюард (1753–1789). 
У наш час герцогство Олбані не існує, останнього герцога Карла Едуарда позбавили титулу 1919 року за ведення бойових дій проти британського короля, хоча є пряме чоловіче потомство останнього герцога.